# Michael Foster (cestista)
Michael Foster Jr. (Milwaukee, 16 gennaio 2003) è un cestista statunitense, professionista nella NBA.

## Carriera
Dopo aver saltato l'esperienza universitaria, trascorrendo la prima stagione da professionista con la NBA G League Ignite, il 10 luglio 2022 viene firmato dai Philadelphia 76ers; il 16 ottobre seguente il contratto viene trasformato in un two-way, salvo essere tagliato a fine novembre dalla stessa franchigia.